# Таран Павло Андрійович (гайдамацький ватаг)
Павло Андрійович Таран (Сабадаш; * близько 1745, с. Крупичполе, тепер Ічнянського району Чернігівської обл. — ?) — запорізький козак Канівського куреня, ватажок гайдамацького загону під час Коліївщини. Навесні 1768 вступив до повстанського війська, очоленого М. Залізняком. Невдовзі Павло Таран став ватажком загону, який визволив Тетіїв, Володарку та околиці. Захоплений царським каральним загоном поручика Кологривова у містечку Лукашівці під Уманню, Таран був засуджений до побиття батогами та заслання на довічну каторгу в Нерчинськ.